# Индийский стеклянный окунь
Индийский стеклянный окунь (лат. Pseudambassis ranga) — лучепёрая рыба семейства стеклянных окуней, обитающая в пресных и солоноватых водах от Индии до Тайваня.

## Описание
Индийский стеклянный окунь достигает длины до 9,5 см. У него стекловидное, прозрачное тело которое позволяет увидеть позвоночник животных.

## Образ жизни
Рыба обитает в стоячих и медленно текущих водоёмах. Питается различными беспозвоночными, в частности, червями и ракообразными. Размножение происходит в период сезона дождей.